# Vladímir Strujanov
Vladímir Strujanov   (Sotxi, 2 d'agost de 1932 - Moscou, 19 d'abril de 2014) fou un nedador rus, especialista en estils, que va competir sota bandera de la Unió Soviètica, durant les dècades de 1950 i 1960.
El 1956 va prendre part en els Jocs Olímpics d'Estiu de Melbourne on, fent equip amb Vitaly Sorokin, Gennady Nikolayev i Boris Nikitin, va guanyar la medalla de bronze en els 4×200 metres lliures del programa de natació.
En el seu palmarès també destaquen una medalla d'or en els 4×200 metres lliures del Campionat d'Europa de natació de 1958 i cinc campionats soviètics, dos dels 1.500 metres lliures (1952 i 1953), dos dels 4x200 lliures (1957 i 1958) i un dels 4x100 metres estils (1955). Durant la seva carrera va establir diversos rècords mundials i europeus.